# Тарас Шевченко (крейсер)
«Тарас Шевченко» («Адмірал Корнілов») — недобудований легкий крейсер Чорноморського флоту Української Держави, російського та червоного Чорноморського флоту.

## Історія будівництва
15 липня 1915 року був занесений до реєстру кораблів Чорноморського флоту. Закладений 11 листопада 1915 року на судобудівельному заводі «Руссуд» у Миколаєві.
Легкий крейсер «Адмірал Корнілов» будувався разом з іншими крейсерами «Адмірал Нахімов» (головний), «Адмірал Істомін», та «Адмірал Лазарєв» відповідно до «посиленої» суднобудівельної програми на 1912—1916 роки, а згодом до програми прийнятої у червні 1916 року. Був останнім, з чотирьох крейсерів класу «Світлана», що будувались для Чорноморського флоту. Проте ці судна відрізнялись від прототипу зовні та деталями побудови суден. Тому, ці чотири кораблі, за назвою головного судна ще іноді називають — легкі крейсери класу «Адмірал Нахімов».
11 червня 1916 року — був спущений на воду. Розпал Першої Світової війни та Лютнева революція дещо уповільнили темпи будівництва корабля.
Навесні 1917 року на півдні України потужно заявив про себе український національно-визвольний рух. Протягом року на Чорноморському флоту, на більшості кораблів та полків, в усіх портах, гарнізонах та навчальних закладах флоту були створені українські організації. Моряки та робітники-українці активно вимагали від Центральної Ради реальних дій по українізації Чорноморського флоту та створенню Українського військового флоту.
Недобудований новий крейсер весь цей час був пришвартований до пірсу у Миколаєві. Разом з тим, за ініціативи української громади міста, у другій половині 1917 року, на кораблі було піднято український прапор.
12 жовтня 1917 року національні організації на Чорноморському Флоті, на знак підтримки українізації трьох кораблів Балтійського флоту: крейсера «Светлана» та ескадрених міноносців «Україна» та «Гайдамак», вирішили на всіх кораблях і установах флоту на один день підняли національні українські прапори та стеньгові сигнали «Хай живе вільна Україна».
З цієї нагоди у Севастополі, Одесі, Миколаєві, Херсоні, Євпаторії, Феодосії та Керчі пройшли масові маніфестації на підтримку Незалежної України.
Після проголошення, у листопаді 1917 року Української Народної Республіки, всі кораблі, що будувались у Миколаєві відійшли до новоствореної української держави. А тодішній командувач ЧФ контр-адмірал Олександр Нємітц, за підтримки Михайла Остроградського, направив телеграму Генеральному Секретарю військових справ УНР про визнання флотом влади Української Народної Республіки.
14 січня 1918 року Центральна Рада прийняла «Тимчасовий Закон про український державний флот». Відновідно до цього закону «Російський Чорноморський флот… проголошується флотом Української Народної Республіки…» а «Українська Народна Республіка переймає на себе всі зобов'язання російського уряду щодо Чорноморського флоту й щодо утримання флоту й портів».
На початку 1918 року південь України ненадовго окупували більшовики, проте вже в березні українські війська знову звільнили Миколаїв.
Після проголошення Гетьманату, досить суттєво активізувалась робота по створенню Військово-морського флоту Української Держави. Протягом всього 1918 року уряд Гетьмана Скоропадського приділяв багато уваги побудові міцного військового флоту. Особливий акцент було зроблено на необхідності найшвидшої добудови кораблів на заводах у Миколаєві.
Восени розпочинається зміна назв військових кораблів на українські. Легкому крейсеру «Адмирал Корнілов» було присвоєно ім'я «Тарас Шевченко».
Після приходу до влади Директорії, 20 січня 1919 року ухвалюється закон про штати центральних установ Морського міністерства, а 25 січня — закон про флот, яким Директорія України перебрала на себе утримання всього Чорноморського флоту, виділивши для цього 100 мільйонів карбованців.
Наказом по морському відомству від 27 січня 1919 року, планувалось завершення будівництва на Миколаївській та Херсонській верфях у 1919—1920 роках українських військових кораблів: дредноута «Соборна Україна», крейсерів «Гетьман Богдан Хмельницький», «Гетьман Петро Дорошенко», «Тарас Шевченко» та інших. Для цього, урядом УНР виділяється 20 мільйонів карбованців для розрахунку з робітниками миколаївських суднобудівних заводів «Наваль» і «Руссуд». Планувалось також створення гардемаринської школи в Миколаєві, для функціонування якої виділяється два мільйони карбованців.
Проте вже навесні 1919 року більшовики захопили Херсон, Миколаїв, Одесу та Крим. Крейсер увійшов до складу Червоного флоту УСРР.
Але, внаслідок блискавичного наступу Добровольчої армії генерала Денікіна, влітку 1919 року весь південь (як і схід) України було захоплено білогвардійцями. Недобудований крейсер знову було перейменовано на «Адмірал Корнілов».
У 1920 році — під час відступу армії генерала Врангеля крейсер було пошкоджено та залишено у Миколаєві.
Після остаточної окупації України більшовиками, крейсер увійшов до складу Червоного флоту. Повторно був спущений на воду 28 жовтня 1922 року. Відповідно до деяких джерел крейсер перейменували на «Червона Бессарабія» та планували відбудовувати. Але через брак ресурсів та непопулярність флоту у вищого радянського керівництва цього не сталося. Проте, за офіційною версією — з восьми кораблів типу «Светлана», що почали будуватись за царського уряду (чотири для Чорноморського флоту, чотири для Балтійського), радянська влада вирішила добудувати тільки два.
Остаточно крейсер було виключено з реєстру кораблів флоту в 1927 році та розібрано на метал.